# Laoponia
Laoponia là một chi nhện trong họ Caponiidae.

## Các loài
Chi này gồm các loài:
- Laoponia pseudosaetosa Liu, Li & Pham, 2010
- Laoponia saetosa Platnick & Jäger, 2008